# Monument aux morts de Limoux
Le monument aux morts de Limoux (Aude, France) commémore les soldats de la commune morts lors des conflits du XXe siècle. Œuvre du sculpteur Paul Dardé (1888-1963), il est inauguré en 1924.

## Description
Le monument est érigé dans le cimetière communal de Limoux, le long d'un mur. Il est constitué d'un obélisque, devant lequel s'élève en pied un poilu, lequel foule aux pieds un aigle.
À la différence de beaucoup de monuments aux morts qui recensent les soldats des communes tombés au front, celui de Limoux ne comporte aucun nom, mais seulement la mention « Aux enfants de Limoux » ainsi que les dates des conflits commémorés : 1914-1918, 1939-1945, 1945-1957, 1952-1962,.

## Histoire
Le monument, œuvre de Paul Dardé, est inauguré le 24 février 1924. Le prix de sa construction s'élève à 46 000 francs.
Le monument aux morts est inscrit au titre des monuments historiques le 18 octobre 2018. Il fait partie d'un ensemble de 42 monuments aux morts de la région Occitanie protégés à cette date pour leur valeur architecturale, artistique ou historique.